# Аббатство Святого Августина
Аббатство св. Августина (St Augustine’s Abbey) — руинированное бенедиктинское аббатство в Кентербери, в Средние века служившее усыпальницей архиепископов Кентерберийских и королей Кента. Памятник Всемирного наследия (1988).
Аббатство было основано на рубеже VI и VII веков при покровительстве св. Берты Кентской миссионером Августином Кентерберийским на месте более ранних церквей во имя Девы Марии, св. Панкратия, Петра и Павла. После канонизации Августина основанное им аббатство было переименовано в его честь.
В 978 году архиепископ Дунстан выстроил новое здание аббатства, которое в течение XI века было полностью перестроено в романском стиле. Клуатр и подсобные здания были отстроены в готическом стиле XIII века. В XIV веке аббатство восстанавливалось после землетрясения.
Во время инициированной Генрихом VIII кампании по роспуску монастырей Августинское аббатство было секуляризовано (1539) и переоборудовано под дворец королевы Анны Клевской. Затем находилось во владении различных дворянских семейств и продолжало разрушаться. В XIX веке стали приниматься меры по сохранению средневековых руин.